# Philadelphia State Hospital at Byberry
El Hospital Estatal de Filadelfia en Byberry fue un centro psiquiátrico que se extendía a ambos lados de Roosevelt Boulevard, la Ruta 1 de Estados Unidos, en el noreste de Filadelfia, Pensilvania. Situado en la sección de Somerton, en la frontera con el condado de Bucks, la institución experimentó varios cambios de nombre a lo largo de su historia, siendo conocida como Hospital Estatal de Filadelfia, Hospital Estatal de Byberry, Granjas de la ciudad de Byberry y Hospital de Enfermedades Mentales de Filadelfia. Albergaba a personas que variaban desde aquellas con problemas mentales hasta criminales dementes.
Los edificios principales se construyeron entre 1907 y mediados de la década de 1920. Se construyeron edificios más nuevos entre 1940 y 1953. La instalación incluía más de cincuenta edificios, como dormitorios masculinos y femeninos, una enfermería, cocinas, lavandería, administración, una capilla y una morgue. La población del hospital creció rápidamente, superando rápidamente su capacidad. La población máxima de pacientes fue de más de 7.000 en 1960.
Diversas investigaciones realizadas en distintos momentos evidenciaron condiciones alarmantes en el hospital. Se descubrió que los pasillos estaban inundados de aguas residuales, los pacientes se veían obligados a dormir en esos mismos pasillos, y se reportaron casos de maltrato y explotación por parte del personal hacia los pacientes.
El hospital ha sido destacado en la serie de televisión paranormal "Scared!".

## Historia
La institución tuvo sus inicios como una pequeña granja de trabajo para personas con enfermedades mentales. Con el tiempo, se idearon planes para transformar la granja en un asilo de tipo cabaña. La construcción de la institución se inició en 1906 y fue establecida oficialmente en 1907 bajo el nombre de Hospital Mental Byberry.
En sus inicios, la institución adhería a la teoría del médico Benjamin Rush, quien sostenía que la enfermedad mental era tratable y que podía curarse mediante el tratamiento adecuado. Sin embargo, Rush también abogaba por mantener a las personas con enfermedades mentales apartadas de aquellos considerados "normales" hasta que se recuperaran por completo. Numerosos pacientes originales fueron trasladados desde el Hospital General de Filadelfia, el cual cerró sus puertas en 1977. En ese momento, todo el personal fue reubicado en otros hospitales, y los pacientes fueron trasladados al Hospital Estatal de Norristown.

## Operación estatal
En 1936, el hospital fue transferido al control estatal y cambió su nombre a Hospital Estatal de Filadelfia en Byberry. Durante este período, las condiciones en el hospital eran precarias y con frecuencia se formulaban acusaciones de abuso y tratamiento inhumano hacia los pacientes. La situación atrajo la atención a nivel nacional entre 1945 y 1946, cuando el objetor de conciencia Charlie Lord tomó fotografías encubiertas de las instalaciones y las condiciones internas mientras cumplía servicio como ordenanza en el hospital.
Las 36 fotografías en blanco y negro documentaron problemas que incluían a docenas de hombres desnudos apiñados y excrementos humanos en los pasillos de las instalaciones. Estas impactantes imágenes fueron mostradas a varias personas, entre ellas la entonces primera dama Eleanor Roosevelt, quien posteriormente expresó su compromiso de respaldar la implementación de reformas nacionales en salud mental. En mayo de 1946, las fotografías de Lord fueron publicadas en un número de la revista Life, generando un "alboroto masivo" a nivel nacional.

En su libro de 1948, "La vergüenza de los Estados", Albert Deutsch describió las horribles condiciones que presenció:
"Al recorrer algunas de las salas de Byberry, recordé las fotografías de los campos de concentración nazis. Entré en un edificio abarrotado de seres humanos desnudos, agrupados como ganado y tratados con menos consideración, impregnado de un olor fétido tan denso, tan nauseabundo, que el hedor parecía tener casi una existencia física propia."
Durante la década de 1960, el hospital inició una progresiva reducción de personal que finalmente condujo a su cierre. Hacia mediados de la década de 1980, el hospital atrajo la atención pública cuando se reveló que albergaba a delincuentes violentos en la Sala Forense del hospital (N8-2A). En 1985, el hospital no superó una inspección estatal y fue acusado de engañar al equipo de inspección.
Los informes de abuso a pacientes todavía proliferaban durante la década de 1980. Un paciente informó que le extrajeron un diente sin " novocaína ".[cita requerida] Otro equipo de inspección estatal fue enviado para evaluar el hospital a principios de 1987. En el verano de 1987, cinco de los altos funcionarios del Hospital Estatal de Filadelfia fueron despedidos inmediatamente después de que las instalaciones de Byberry una vez más no pasaran la inspección estatal.

## Cierre y abandono
El 7 de diciembre de 1987 se celebró una conferencia de prensa para anunciar el cierre del Hospital Estatal de Filadelfia en Byberry.
Los equipos que realizaron las investigaciones más recientes describieron las condiciones como "atroces" e "irreversibles". Aunque originalmente se suponía que cerraría en 1988, los problemas de los pacientes retrasaron el proceso. Lo más importante es que dos pacientes dados de alta fueron encontrados muertos en el río Delaware dos días consecutivos después de su liberación. El hospital cerró oficialmente en junio de 1990 y los pacientes y el personal restantes fueron trasladados al Hospital Estatal de Norristown o a los centros comunitarios locales.

## Período de abandono 1990-2006
Los edificios no fueron demolidos al principio debido a preocupaciones de envenenamiento por amianto. Los saqueadores irrumpieron varias semanas después del cierre y comenzaron a robar todo lo de valor, especialmente tuberías y cables de cobre. Después de que los saqueadores se llevaron todo lo de valor, los vándalos invadieron el terreno, rompieron ventanas y provocaron incendios.
Los exploradores urbanos recorrieron los pasillos y la extensa red subterránea que conectaba cada edificio a través de corredores de túneles. En el año 2000, Byberry vio una explosión de personas que visitaban el hospital abandonado. Internet ofrecía historias y leyendas extremadamente exageradas, así como consejos para acceder a los edificios abandonados evitando a la policía y a los agentes de seguridad. Los satanistas celebraban ceremonias en el terreno y, en medio de informes de animales muertos encontrados, la policía visitaba con frecuencia.
En 2003, el Hospital Estatal de Filadelfia en el sitio de Byberry estaba en una ruina total y absoluta. Los grafitis cubrieron el exterior y el interior de todos los edificios, todas las ventanas fueron rotas y todo lo que quedó inflamable cuando el hospital cerró quedó reducido a cenizas. Los residentes de Somerton ahora estaban presionando a la ciudad de Filadelfia para que pusiera fin al "problema Byberry" de una vez por todas. La ciudad respondió sellando los edificios con madera contrachapada y cambiando de contratistas de seguridad. Las ventanas tapiadas facilitaron el ocultamiento de los intrusos.

## Demolición
Westrum Development compró la propiedad y contrató a Geppert Bros. Inc. para demoler los edificios. Se contrató a Delta BJDS Inc. para eliminar materiales peligrosos como pintura con plomo y asbesto. La reducción y demolición comenzaron con los edificios "C", seguidos por los edificios "W" y terminaron con los edificios "N".
El 14 de junio de 2006, se llevó a cabo una ceremonia para celebrar la demolición completa del antiguo hospital Byberry y la futura construcción por parte de Westrum Development de "The Arbours at Eagle Pointe", una comunidad de casas club para adultos activos de 332 unidades, que incluye casas individuales. ciudad y casas rodantes.

## Cultura popular
Las instalaciones de Byberry son un lugar destacado en la serie de libros emergentes Haunted Philadelphia de la fotógrafa Colette Fu.